# Synagoga w Starej Soli
Synagoga w Starej Soli – powstała najpewniej po usamodzielnieniu się tutejszej gminy żydowskiej w drugiej połowie XVIII wieku, aczkolwiek dokładna data nie jest znana. Została zniszczona po agresji Niemiec na ZSRR podczas II wojny światowej. Po wojnie nie została odbudowana.